# اگلویل (تنسی)
اگلویل(به انگلیسی: Eagleville) شهری در ایالت تنسی کشور ایالات متحده آمریکا است که جمعیت آن در سرشماری سال ۲۰۱۰ میلادی، ۶۰۴ نفر بوده‌است.